# Yaoundé-Nsimaleni nemzetközi repülőtér
A Yaoundé-Nsimaleni nemzetközi repülőtér (IATA: NSI, ICAO: FKYS) Kamerun fővárosa, Yaoundé nemzetközi repülőtere. Éves utasforgalma 472 241 fő (2017).

## Fekvése
A város központjától 17 km-re dél-délkeletre található, az N2-es út mentén.

## Terminálok
Egy utas- és egy teherszállító terminálja van.

## Forgalom
Az utasforgalom az elmúlt években az alábbi módon változott:
| Utasok száma | 258 274 | 305 640 | 344 696 | 347 979 | 395 904 | 472 241 | 706 868 |
|              | 2011    | 2012    | 2013    | 2015    | 2016    | 2017    | 2018    |

## Légitársaságok és úticélok
2023-ban a Yaoundé-Nsimaleni nemzetközi repülőtérről az alábbi járatok indulnak:
| Légitársaság       | Célállomások                                                       |
| ------------------ | ------------------------------------------------------------------ |
| Afrijet            | Libreville                                                         |
| Air Côte d'Ivoire  | Abidjan, Douala                                                    |
| Air France         | Párizs-Charles de Gaulle repülőtér                                 |
| ASKY Airlines      | Abuja, Libreville, Lomé                                            |
| Brüsszel Airlines  | Brüsszel                                                           |
| Camair-Co          | Bamenda, Douala, Garoua, Libreville, Maroua, N'Djamena, Ngaoundéré |
| Ethiopian Airlines | Addis Ababa                                                        |
| Royal Air Maroc    | Casablanca                                                         |
| Turkish Airlines   | Istanbul                                                           |